# تازه‌یاب
تازه یاب روستایی در دهستان جیرانسو بخش مرکزی شهرستان مانه و سملقان استان خراسان شمالی ایران است.

## جمعیت
بر پایه سرشماری عمومی نفوس و مسکن در سال ۱۳۹۵ جمعیت این مکان ۹۳۳ نفر (۲۲۸خانوار) بوده‌است.